# Dózsa Zoltán
Dózsa Zoltán László (Debrecen, 1968. november 14. –) magyar színész, szinkronszínész. Édesapja, Dózsa László színész.

## Életpályája
Középiskolai tanulmányait a Vörösmarty Mihály Gimnáziumban végezte. 1989-1993 között a Színház- és Filmművészeti Egyetem hallgatója volt Szirtes Tamás osztályában. 1993-tól a Budapesti Kamaraszínház, majd a Madách Színház és a Soproni Petőfi Színház tagja is volt.

## Színházi szerepei
A Színházi Adattárban regisztrált bemutatóinak száma: 49.
| - Fehér Klára: Ez az ország eladó....Tamás - William Shakespeare: Athéni Timon.... - Molière: Tartuffe....Damis - Shakespeare: Troilus és Cressida....Patroclus - Örkény István: Kulcskeresők....A Bodó - Parti Nagy Lajos: Ibusár megállóhely....Bajkhállói Richárd - Bertolt Brecht: Koldusopera....Enyveskezű Jakab - Marlowe: II. Edward angol király.... - Kleist: A Schroffenstein család avagy a Bosszú....Santing - Shakespeare: A makrancos hölgy....Grumio - Gems: Piaf....Pierre; Emil - Calderón de la Barca: Az állhatatos herceg.... - Shakespeare: Othello.... - Sherman: Hajlam....Rudy - Létraz: Kié a baba?....Jacques - Katona József: Bánk bán '96....Solom mester - Orton: Amit a lakáj látott (a kulcslyukon át)....Nicholas Beckett - Shakespeare: III. Richárd.... - Shakespeare: A velencei kalmár....Lorenzo - Orton: Csak mint otthon, Mr. Sloane....Sloane - Bíró Lajos: Sárga liliom....Basarey András - Storey: Anyánk napja....Farrer - Ayckbourn: Időzavar....Julian - Shakespeare: Titus Andronicus....Marcus | - Ibsen: Kísértetek....Osvald Alving - John Steinbeck: Egerek és emberek....Curley - Belbel: Eső után....Titkárságvezető - Dörrie: Happy....Dyan - Higgins: Harold és Maude....Pszichiáter & Pap - Shakespeare: Hamlet....Fortinbras - Billetdoux: Csin-Csin....Césareo - Thorp: Drágán add az életed....Karl - Kornis-Angyal-Eörsi: Angyal és Kádár....Értelmiségi kihallgató - Kyd: Spanyol tragédia....A spanyol fővezér; Hóhér; Festő - Csehov: Három nővér....Versinyin - Thomas-Popplewell: A szegény hekus esete a papagájjal....Robert de Charance - Shakespeare: Szeget szeggel....Lucio - Kusan: Galócza....Joszip Zeljics - Welsh: Trainspotting....Begbie - Knoblauch: A faun....Silvani herceg - Molnár Ferenc: Liliom....Linzmann; Kádár István - Bloch: Pszicho....Sam - Vian: Mindenkit megnyúzunk....Jacques - Ahlfors: Színházkomédia....Henrik - Pozsgai Zsolt: Liselotte és a május....Férfi - Camus: Caligula....Scipio |

## Filmjei
- Angyalbőrben (1990)
- Família Kft. (1991)
- Privát kopó (1992)
- Kisváros (1993)
- X polgártárs (1995)
- Első generáció (2001)
- Perlasca - Egy igazi ember története (2002)
- Capitaly (2002)
- Szeret, nem szeret (2002)
- Sorstalanság (2005)
- Szabadság, szerelem (2006)
- 15 perc hírnév (2007)
- Jóban Rosszban (2009-2017)
- Oltári csajok (2017–2018)
- A merénylet (2018)
- Drága örökösök (2019)
- A mi kis falunk (2019)
- Keresztanyu (2022)
- Gólkirályság (2023)

## Szinkronszerepei
- A félszemű Jack: Rio - Marlon Brando
- A fülke: A Hívó - Kiefer Sutherland
- A hegyi doktor – Újra rendel: Hans Gruber - Heiko Ruprecht
- A kötél: Kenneth Lawrence - Douglas Dick
- A tánckar: Bobby Mills III - Matt West
- Acapulco szépe: Damián Montoro - Ariel López Padilla
- Anna ezer napja: Smeaton - Gary Bond
- Apokalipszis most: Lance B. Johnson - Sam Bottoms
- Az autóversenyző: François `Ho` Holin - Jean-Paul Belmondo
- Az évszázad üzlete: Pilóta a képernyőn - John Davey
- Óriás: Ifjabb Jordan Benedict - Dennis Hopper
- Az üldözők: Greenhill hadnagy - Patrick Wayne
- Bleach: Urahara Kiszuke - Miki Sinicsiro (japán), Michael Lindsay (angol) (animesorozat) - (2. hang)                                                                     * Bosszú vagy szerelem: Korhan - Erkan Avci
- Csernobil: Valerij Perevozscsenko - Jay Simpson
- CSI: A helyszínelők: Nick Stokes - Georges Eads
- Csillagkapu: Atlantisz: John Sheppard - Joe Flanigan
- Édes szabadság: Floyd - John C. McGinley
- Esküdt ellenségek: Különleges ügyosztály: Odafin 'Fin' Tutuola nyomozó - Ice-T
- Excalibur: Gawain - Liam Neeson
- Flash Gordon: Flash Gordon - Sam J. Jones
- Földrengés: Sid, nemzetőr - Don Mantooth
- Grease 2.: Goose McKenzie - Christopher McDonald
- Halálhágó: Aponte közlegény - Ramón Franco
- Haláli suli-buli: Jeff Barnes - Randy Powell
- He-Man and the Masters of the Universe / A Lovag és az Univerzum Védelmezői - He-Man / A Lovag
- Horrorra akadva, avagy tudom, kit ettél tavaly nyárson: Ray Wilkins - Shawn Wayans
- Mad Max: Cahrlie - John Ley
- Mindenki utálja Christ: Chris Rock - narrátor
- Apósok akcióban: Tommy Ricardo - Michael Lembeck
- Pacific Blue: T.C. Callaway - Jim Davidson
- Pret-a-porter – Divatdiktátorok: Regina asszisztense - Sam Robards
- Star Wars: A klónok háborúja: Wat Tambor (7. évad) - Matthew Wood
- Star Wars IX. rész – Skywalker kora: Griss tábornok - Geff Francis
- Szívtipró gimi: Bogdan Drazic - Callan Mulvey
- Takarodó: Alex Dwyer kadét-százados - Sean Penn
- Tini Titánok: - Cyborg - Khary Payton
- Tini titánok, harcra fel!: Cyborg - Khary Payton
- Trockij meggyilkolása: Sam - Joshua Sinclair
- Trója: Patroklosz - Garrett Hedlund
- Vissza hozzád : - Dawson Cole - James Marsden
- Visszatérés az édenbe: Angelo Vitalle - Angelo D'Angelo
- Yago: Aníbal Ríos - César Bernal